# 纳巴朗格阿普尔
纳巴朗格阿普尔（Nabarangapur），是印度奥里萨邦Nabarangapur县的一个城镇。总人口27975（2001年）。

## 人口
该地2001年总人口27975人，其中男性14726人，女性13249人；0—6岁人口3303人，其中男1672人，女1631人；识字率67.14%，其中男性为71.89%，女性为61.86%。